# سه نشانه
سه نشانه (انگلیسی: The Sign of Three) دومین قسمت از فصل سوم مجموعه تلویزیونی شرلوک می‌باشد.
این قسمت بعد از قسمت اول فصل سوم یعنی «نعش‌کشِ خالی» و قبل از قسمت سوم فصل سوم یعنی «آخرین عهدِ او» پخش شده است.

## خلاصۀ داستان
این قسمت ماجرای روز عروسی جان و مِری را روایت می‌کند. جان، شرلوک را به‌عنوان ساقدوش و سخنران مجلس انتخاب می‌کند. شرلوک در بین سخنرانی یکی از پرونده‌هایش را حل می‌کند که باعث می‌شود دوستِ قدیمیِ جان، یعنی سرگرد جیمز شُولتو، از مرگ به‌‍وسیلۀ عکاس عروسی نجات پیدا کند.
عبارتِ «سه نشانه» به این منظور است که شرلوک با توجه به حرکات مِری، سه نشانه را می‌یابد که به معنای بارداری مِری است.
او همچنین در این قسمت با دوستِ مِری، یعنی جِنین، آشنا می‌شود. جِنین منشیِ دفترِ مگنسون است.